# Baudiment
Cet article court présente un sujet plus développé dans : Beaumont (Vienne) et Vouneuil-sur-Vienne.
Ancienne commune de la Vienne, la commune française de Baudiment fut supprimée dès 1820. Son territoire a été partagé entre les communes actuelles de Beaumont et Vouneuil-sur-Vienne.